# Mixia
Mixia är ett släkte av svampar. Mixia ingår i familjen Mixiaceae, ordningen Mixiales, klassen Mixiomycetes, divisionen basidiesvampar och riket svampar.
| Mixia | \| \| Mixia osmundae \| \| \| \| |
|       | \| \| Mixia osmundae \| \| \| \| |
|       | Mixia osmundae                   |
|       |                                  |

|  | Mixia osmundae |
|  |                |